# Ulrika Knapeová
Ulrika Knapeová provdaná Lindberghová (* 26. dubna 1955 Göteborg, Švédsko) je bývalá švédská reprezentantka ve skocích do vody.
V roce 1972 se na olympijských hrách v Mnichově stala vítězkou ve skocích z desetimetrové věže. Na stejných hrách vybojovala také stříbrnou medaili ve skocích z třímetrového prkna. Na následujících olympijských hrách v Montréalu vybojovala stříbrnou medaili ve skoku z věže. Ve skocích z věže vybojovala zlato a bronz na mistrovství světa a zlato na mistrovství Evropy. Ve skocích s prkna vybojovala stříbro na mistrovství světa a zlato na mistrovství Evropy. Po ukončení závodní kariéry se věnuje trenérské práci.
Její manžel Mathz Lindberg je několikanásobným švédským šampionem v potápění. Jejich dcera Anna Lindbergová se věnuje skokům z prkna.